# Selah Sue

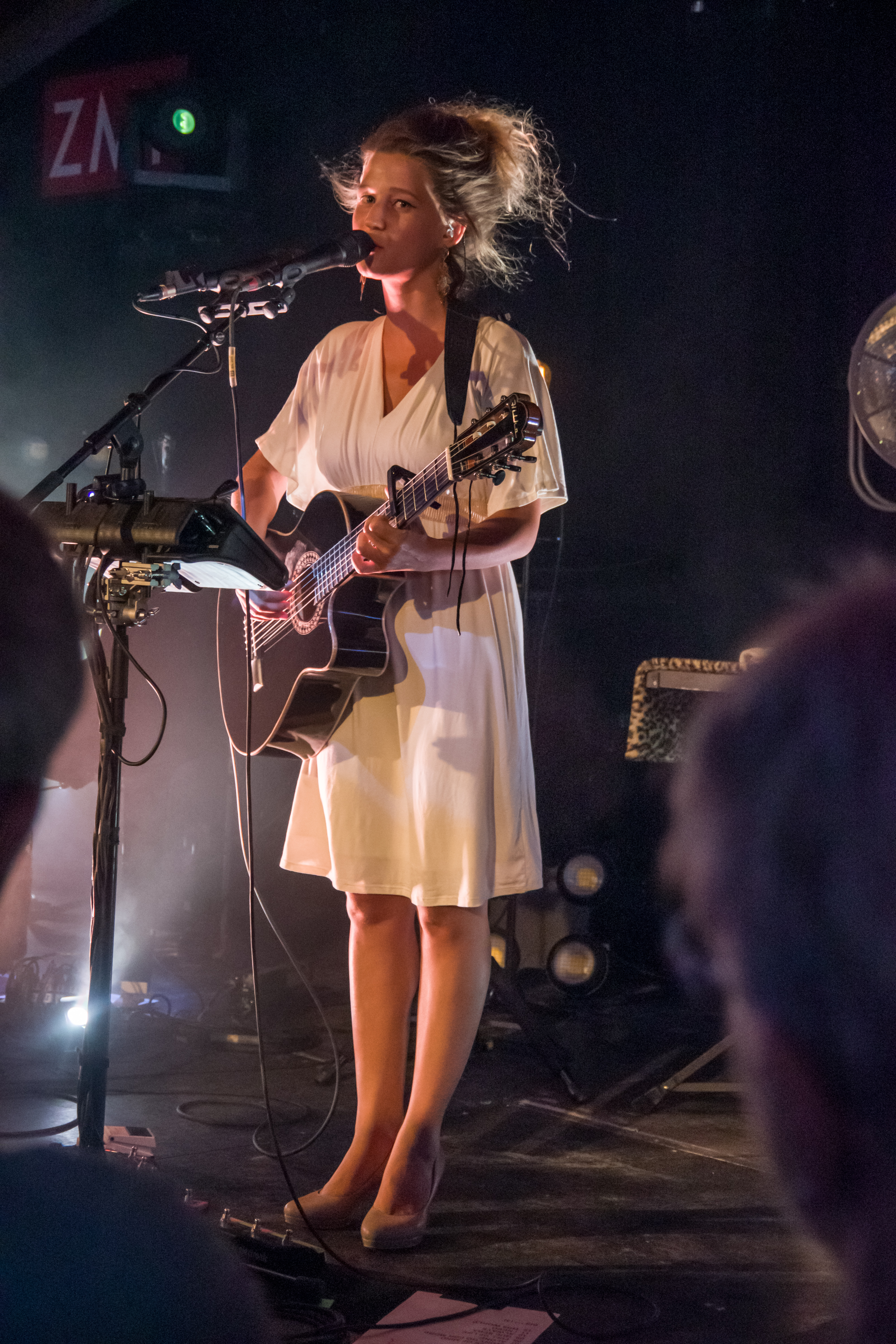
Selah Sue, Zelt-Musik-Festival em 2018 Freiburg, Alemanha

Selah Sue, nascida Sanne Putseys (Lovaina, 3 de Maio de 1989) é uma cantora e compositora belga. Em 2011 Selah Sue ganhou o European Border Breakers Awards,(EBBA). Em Janeiro de 2012, foi novamente premiada pela escolha do público. A revista Rolling Stone a considerou como artista revelação do ano de 2012.

## Carreira artística
Sanne Putseys, conhecida como Selah Sue, nasceu em Lovaina e cresceu na aldeia de Leefdaal (uma das comunas de Bertem). Desde os nove anos de idade que se interessou pela música e com quinze anos de idade aprendeu a tocar guitarra acústica como autodidata e começou a escrever algumas músicas. Aos dezessete anos de idade, Selah Sue é a mais jovem e única participante feminina ao concurso Open Mic-avond de Het Depot (tipo "palco livre") em Lovaina. O organizador e cantor Milow repara no seu  talento musical e convida-a para abrir os seus concertos.
Inicialmente, ela gere a sua carreira musical ao mesmo tempo que os seus estudos em psicologia na Universidade Católica de Lovaina (KUL). Segunda ela, estudar psicologia ajudou-a a melhorar o seu entendimento das emoções humanas, importante na sua composição. Neste período Selah Sue recebeu treinamento na Ancienne Belgique que ajuda artistas promissores mas que não tem contrato com alguma gravadora. Com poucas músicas próprias, Milow a incentivou a compor mais músicas, estas que resultaram no seu primeiro álbum homônimo, assinado pela gravadora Because Music e o início de colaborações com vários outros artistas como Jamie Lidell em Londres e Paris, ou com o grupo Novastar ao Paradiso (Amsterdão).
Em 2009, Selah Sue actua nos palcos internacionais do North Sea Jazz Festival e do Lowlands Festival. Além disso, ela aparece regularmente na televisão flamenga e holandesa.
Em 2010, participa na maioria dos grandes festivais belgas como : Les Nuits Botaniques, TW Classic Werchter, Les Ardentes, Dour Festival, Lokerse Feesten, Couleur Café e Pukkelpop; mas também fora da Bélgica : Lowlands no Países Baixos, Paléo na Suiça ou Les Eurockéennes de Belfort na França. E em Novembro de 2010, ela faz a primeira parte do concerto de Prince em Antuérpia.
Seu primeiro disco foi lançado no dia 4 Março de 2011 na Europa e dia 28 de Agosto de 2012 nos Estados Unidos, vendeu mais de 720.000 cópias na Europa, sendo 320.000 apenas na França. Este album torna-se disco de platina. Os singles "Raggamuffin", "Crazy Vibes" e "This World" tiveram considerável popularidade na Bélgica, França, Suiça e Holanda. Em Novembro de 2011, ela recebe também o prémio Constantin (prémio para recompensar um jovem artista).
Em 5 de Novembro de 2012 lançou o álbum "Rarities" com versões demo e remixagens de músicas de seu primeiro álbum. Fez turnês ao longo de 2011 e 2012 se apresentando principalmente em grandes festivais, como o North Sea Jazz Festival, Lowlands e Coachella e fazendo apresentações próprias em vários países.
Selah Sue retorna nos últimos meses de 2014 com o single "Alone", a que se segue o álbum "Reason", com lançamento em 30 de Março de 2015. Neste momento, a cantora e sua banda de Jazz/Soul realizam uma digressão de promoção do último álbum por toda a Europa com as canções "Alone", "Won't Go For More", "Reason", "Fear Nothing" entre outros sucessos.
A cantora realizou uma longa pausa na carreira para se dedicar à sua família. Ela teve seu primeiro filho com músico Joachim Saerens em 2017 e o segundo filho em Março de 2019, os filhos se chamam Seth e Mingus, respectivamente. Selah Sue dedicaria músicas do seu novo álbum ("BEDROOM EP") aos filhos no futuro.
Durante a pandemia do novo coronavírus, e no contexto em que a população mundial está adotando o isolamento social como uma das medidas para impedir o avanço do vírus causador da Covid-19, Selah Sue realizou diversas transmissões ao vivo em seu canal no YouTube nomeadas "Lullaby Session", e em uma das sessões ela anunciou que um novo álbum estaria à caminho. Selah cantou algumas das novas canções que compõem o álbum. A cantora lançou em 17 de Abril de 2020 um vídeo oficial para música "You" do seu novo álbum intitulado "BEDROOM EP" e lançado em 15 de Maio de 2020.
Suas influências vêm de artistas como Erykah Badu, Lauryn Hill, The Zutons e M.I.A., mas também do Hip-Hop, Reggae, Ragga e Dubstep. Selah Sue desenvolveu um estilo vocal peculiar, tendo sua voz e musicalidade sido comparada à de artistas como Janis Joplin, Amy Winehouse e Adele.

## Discografia

### Álbuns de estúdio
| Título    | Detalhes                                                                                       | Posições             | Posições                      | Posições                | Posições            | Posições     | Posições          | Certificações                           |
| Título    | Detalhes                                                                                       | Flandres Ultratop 50 | Bélgica francófonaUltratop 40 | Países BaixosMegaCharts | França Albums Chart | Polónia OLiS | SuiçaMusic Charts | Certificações                           |
| --------- | ---------------------------------------------------------------------------------------------- | -------------------- | ----------------------------- | ----------------------- | ------------------- | ------------ | ----------------- | --------------------------------------- |
| Selah Sue | - Lançamento : 4 de Março de 2011 - Gravadora : Because Music - Formato : CD, Download digital | 1                    | 1                             | 2                       | 10                  | 49           | 32                | - Bélgica: 3x Platina - França: Platina |
| Reason    | - Lançamento: 30 de março de 2015 - Gravadora: Because Music - Formato: CD, Download digital   | 1                    | 1                             | 1                       | 3                   | 35           | 9                 |                                         |

### Singles
| Ano  | Single                                        | Posições             | Posições                      | Posições   | Posições            | Posições           | Certificações | Álbum     |
| Ano  | Single                                        | Flandres Ultratop 50 | Bélgica francófonaUltratop 40 | MegaCharts | French Albums Chart | Swiss Music Charts | Certificações | Álbum     |
| ---- | --------------------------------------------- | -------------------- | ----------------------------- | ---------- | ------------------- | ------------------ | ------------- | --------- |
| 2010 | "Raggamuffin"                                 | 29                   | 16                            | 81         | 18                  | —                  | - : Ouro      | Selah Sue |
| 2011 | "Crazy Vibes"                                 | 21                   | 26                            | 56         | 85                  | —                  | - : Ouro      | Selah Sue |
| 2011 | "This World"                                  | 2                    | 15                            | —          | 47                  | 42                 | - : Platina   | Selah Sue |
| 2011 | "Summertime"                                  | 59                   | 67                            | —          | —                   | —                  |               | Selah Sue |
| 2011 | "Zanna" (Selah Sue & Tom Barman vs. The Subs) | 1                    | 29                            | 72         | —                   | —                  | - : Ouro      |           |

## Ligações Externas
- [www.selahsue.com «Sítio oficial»] Verifique valor |url= (ajuda) (em inglês)